# Lomatogonium pleurogynoides
Lomatogonium pleurogynoides är en gentianaväxtart som först beskrevs av John Gilbert Baker, och fick sitt nu gällande namn av Shang Wu Liu och T.N.Ho. Lomatogonium pleurogynoides ingår i släktet stjärngentianor, och familjen gentianaväxter. Inga underarter finns listade i Catalogue of Life.